# Kathedrale Notre Dame, ehemalige Abtei Saint-Remi und Palais du Tau in Reims
Unter der Bezeichnung „Kathedrale Notre Dame, ehemalige Abtei Saint-Remi und Palais du Tau in Reims“ fasst die UNESCO drei Bauwerke in der französischen Stadt Reims im Département Marne zusammen.

## Einschreibung
Die Einschreibung in die Liste des UNESCO-Welterbes erfolgte während der 15. Sitzung des Welterbekomitees vom 9. bis 13. Dezember 1991 im tunesischen Karthago, einem Vorort der Hauptstadt Tunis.
Folgende Kriterien wurden zum Zeitpunkt der Einschreibung in die Liste des Welterbes erfüllt:
- i: Die Güter stellen ein Meisterwerk der menschlichen Schöpferkraft dar.
- ii: Die Güter zeigen, für einen Zeitraum oder in einem Kulturgebiet der Erde, einen bedeutenden Schnittpunkt menschlicher Werte in Bezug auf die Entwicklung von Architektur oder Technologie, der Großplastik, des Städtebaus oder der Landschaftsgestaltung auf.
- vi: Die Güter sind in unmittelbarer oder erkennbarer Weise mit Ereignissen oder überlieferten Lebensformen, mit Ideen oder Glaubensbekenntnissen oder mit künstlerischen oder literarischen Werken von außergewöhnlicher universeller Bedeutung verknüpft.

## Beschreibung

### Kathedrale Notre-Dame
Die Kathedrale Notre-Dame de Reims () gilt als eine der architektonisch bedeutendsten gotischen Kirchen Frankreichs. Jahrhundertelang wurden hier die französischen Könige gekrönt. Heute ist sie die Kathedrale des Erzbistums Reims und mit rund einer Million Besuchern im Jahr einer der Hauptanziehungspunkte der Champagne.
Die als dreischiffige Basilika gestaltete Kathedrale war mit Ausnahme der Westfassade bereits Anfang des 14. Jahrhunderts fertiggestellt. Die endgültige Fertigstellung erfolgte im 15. Jahrhundert, nachdem das Schiff verlängert worden war, um den Menschen Platz zu bieten, die bei den Königskrönungen anwesend waren. Markantestes Merkmal der Kathedrale ist ihre mit Reliefs und Figuren reich verzierte Westfassade – ein großartiges Beispiel hochgotischer, mittelalterlicher Bildhauerkunst.
Im Inneren hat die Kathedrale eine Länge von 139 Metern. In dem dreischiffigen Querhaus mit doppelter Vierung ist sie 55 Meter breit, das dreischiffige Langhaus ist 32 Meter breit.

### Ehemalige Abtei Saint-Remi
In der ehemals königlichen Abtei Saint-Remi () wurde jahrhundertelang das heilige Öl zur Salbung der französischen Könige während der Krönungen aufbewahrt.
Die Abteikirche entstand über dem (legendären) Grab des heiligen Remigius (~436–533) und war Grabkirche vieler Erzbischöfe und einiger fränkischer bzw. französischer Könige, darunter Karlmann I. († 771), Ludwig IV. († 954) und Lothar († 986).
Heute beheimatet die ehemalige Abtei das historische Museum von Reims.

### Palais du Tau
Das Palais du Tau ist der erzbischöfliche Palast in Reims. 
Das Gebäude wurde zwischen 1498 und 1509 auf dem Gelände einer gallo-romanischen Villa () errichtet. Die Villa hatte sich bis in das 6. oder 7. Jahrhundert erhalten und wurde später zu einer karolingischen Königspfalz umgebaut. Die erste belegte Nutzung des Namens Palais du Tau datiert im Jahr 1131. Sie leitet sich vom Grundriss des Gebäudes ab, der an den Buchstaben „T“ = griechisch: „Tau“ erinnert.
Seit 1972 beherbergt der Palast das Musée de l'Œuvre, das Skulpturen und Bildwirkerei, wie auch Reliquien der Kathedrale und andere Objekte, welche an die Krönungsfeierlichkeiten erinnern, ausstellt. Unter den Erinnerungsstücken ist auch der sogenannte Talisman Karls des Großen. Außerdem wird im Palais du Tau die einzige nach den Zerstörungen der Französischen Revolution erhaltene Königskrone und ein Krönungsmantel ausgestellt sowie das Reliquiar der Heiligen Ampulle.